# Jjajangmyeon
Jjajangmyeon ist ein koreanisches Nudelgericht. Es besteht aus Weizennudeln, die in der Pfanne mit Öl, Soße aus salziger schwarzer Sojabohnenpaste (Chunjang 춘장), Fleisch und Gemüse zubereitet werden. Das Gericht ist preisgünstig, überall in Südkorea zu erhalten und wurde 2006 durch die Regierung als eines der „100 koreanischen Kultursymbole“ gewürdigt.

## Geschichte
Das Gericht ist eine veränderte Form des gleichnamigen chinesischen Zha jiang mian (chinesisch 炸醬麵, Pinyin zhájiàng miàn) aus der Küche der Provinz Shandong. Der Geschmack von koreanischen Jjajang unterscheidet sich von dem des chinesischen Gerichts.
In Südkorea hat Jajangmyeon am 14. April, dem Schwarzen Tag, traditionelle Bedeutung. Wer am Valentinstag (14. Februar) und am White Day (14. März) leer ausging, betrauert dies am 14. April und isst zum Trost Jajangmyeon.

## Variationen
Jjajangbap: gleiche Sauce aber Reis statt Nudeln.